# 货殖
货殖，是《史記》中司马迁称谋求“滋生资货财利”来致富。《史记·货殖列传》，不仅包括商业、还包括手工业和农业、牧业、渔业、矿业、冶炼业的经营。

## 人物
- 范蠡
- 白圭
- 子贡
- 程鄭
- 卓氏
- 孔氏